# Оргеториг
Оргеториг (в ряде источников Оргеторикс; Orgetorix) — богатый аристократ среди гельветов, говорящих на кельтском языке людей, проживающих на территории современной Швейцарии.
В 61 году до нашей эры он убедил гельветов попытаться мигрировать с территории гельветов в юго-западную Галлию (современная Франция). Он также был участником тайного соглашения с Думнориксом из племени эдуев и Кастиком из секванов, чтобы захватить контроль над их ссвоими племенами путём вооружённого переворота и вместе с ними править большей частью Галлии.
Заговор был разоблачен, Оргеториг был доставлен на слушание к правительству гельветов в кандалах, где его приговорили к смерти через сожжение. Оргеториг воспротивился исполнению приговора; община, однако, решила оружием отстоять свое право и дело кончилось тем, что Оргеториг погиб при невыясненных обстоятельствах (ряд источников утверждает, что он покончил с собой).
Гельветы продолжили свои планы по переселению, но потерпели поражение в 58 г. до н. э. и были возвращены Юлием Цезарем. Инцидент стал началом Галльской войны, в ходе которой Цезарь полностью завоевал Галлию.